# Huambrillos Urbanos Crew
Huambrillos Urbanos Crew es un crew formado en Iquitos y uno de los principales representantes de la escena hip hop en la ciudad. Está conformado por VKR, A.L.E.C.H.O, Chavalote, Fryde and Zero, MBO, Humberto Saldiarraga y el Chiquitín. Está considerado un grupo underground o indie hip hop que con el tiempo ha ganado atención por su concepto artístico relacionado con la Amazonia y la proyección por todos los tipos de artes del género.
Etimológicamente, «huambrillo» es un término propio del español amazónico que significa muchacho o chico.